# Nesillas mariae
El zarzalero de la Moheli (Nesillas mariae) es una especie de ave paseriforme de la familia Acrocephalidae endémica de la isla de Mohéli, en el archipiélago de Comoras.

## Distribución y hábitat
Se encuentra únicamente en los bosques húmedos tropicales de los monte de la isla de Mohéli.